# Prothoe australis
Prothoe australis is een vlinder uit de familie van de Nymphalidae. De wetenschappelijke naam van de soort is voor het eerst geldig gepubliceerd in 1832 door Félix Édouard Guérin-Méneville.